# Czernowitzer Philharmonie

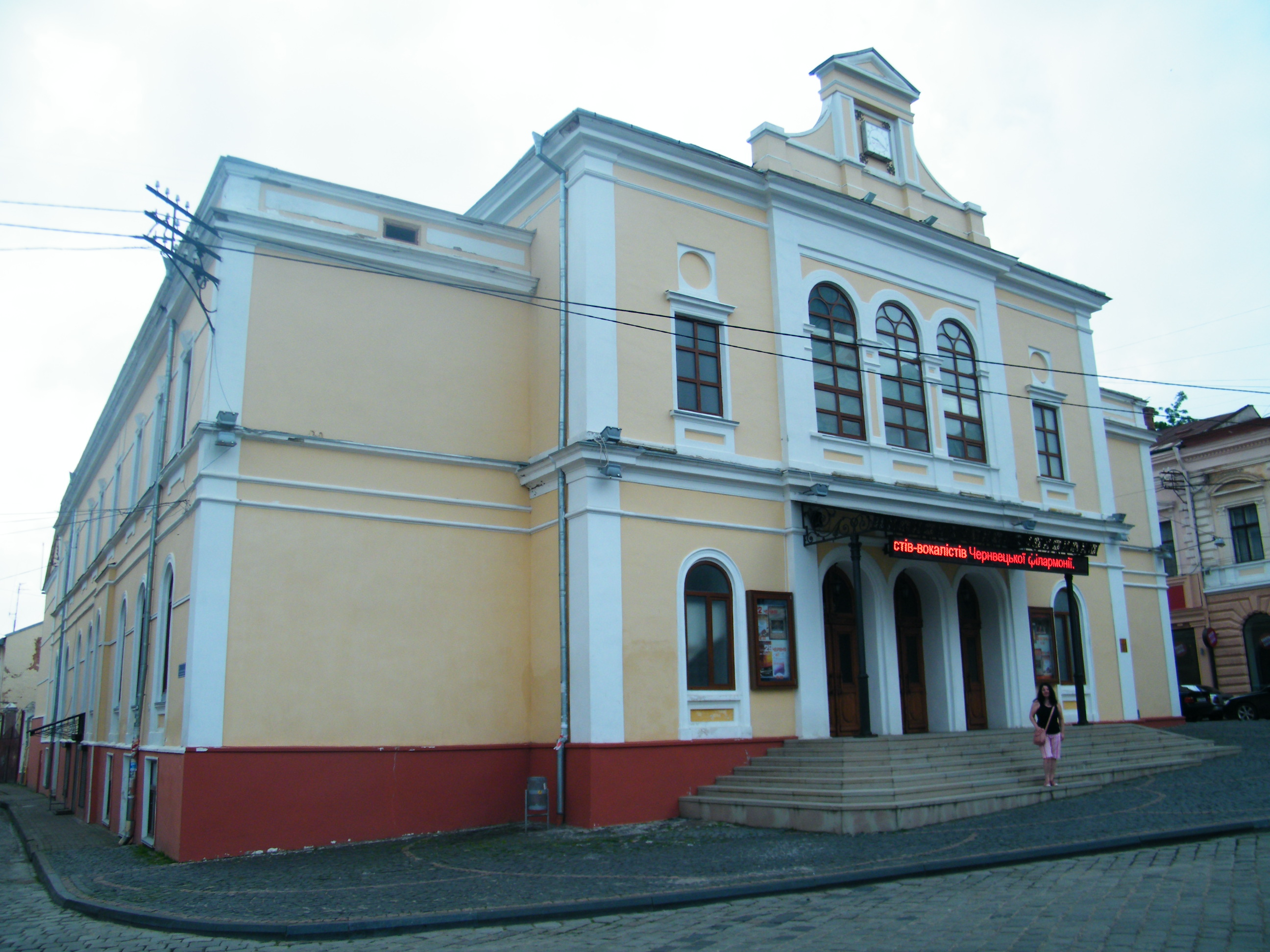
Czernowitzer Philharmonie

Die Czernowitzer Philharmonie (ukrainisch Чернівецька обласна філармонія/Tscherniwezka Oblasna Filarmonija) ist eine der staatlichen Philharmonien in der Stadt Czernowitz, Ukraine.
Das Gebäude der Philharmonie wurde in den Jahren 1876–1877 als Konzerthalle der Ukrainischen Musikgesellschaft mit Hilfe privater Spenden erbaut. Heute steht es unter Denkmalschutz. 1940 wurde in diesem Gebäude dann die neu gegründete Philharmonie der Oblast Tscherniwzi untergebracht. Die Halle für Orgel- und Kammermusik wurde am 18. August 1992, anlässlich der Unabhängigkeitsfeiern der Ukraine, in der armenischen Kirche eröffnet.
Zu den prominentesten Künstlern, die im Laufe der Geschichte in der Czernowitzer Philharmonie auftraten, gehören Enrico Caruso, Sidi Tal, Salomea Krusceniski, Mykola Lyssenko sowie Fjodor Schaljapin.